# Tambor cilíndrico de dos membranas
El tambor cilíndrico de dos membranas, originario del sur de la India, tiene dos parches. 
La forma que tiene facilita su tañido: se puede colocar en posición horizontal en el regazo de modo que se toque con los dedos y con las palmas de las manos en las dos pieles.
Los parches se tensan con tacos de correas o cuerdas; esos tacos tienen pegada una pasta de color negro formada por arroz cocido y limaduras de manganeso para templar y cambiar el tono. El parche de la izquierda es grave y el de la derecha agudo.
- Datos: Q6138475